# بورگومازینو
بورگومازینو (به ایتالیایی: Borgomasino) یک کومونه در ایتالیا است که در استان تورین واقع شده‌است.

## خصوصیات
بورگومازینو ۱۲٫۵ کیلومترمربع مساحت و ۸۴۵ نفر جمعیت دارد و ۲۶۰ متر بالاتر از سطح دریا واقع شده‌است.